# Jean-Pierre Thilmany
Johann Peter (Jean-Pierre / Jemp) Thilmany (Luxemburg-Stad, 9 oktober 1904 – aldaar, 22 april 1996) was een Luxemburgs kunstschilder.

## Leven en werk
Jean-Pierre of Jemp Thilmany was een zoon Johann Thilmany en Margaretha Brix. Vader was als Rottenarbeiter verantwoordelijk voor het onderhoud aan de spoorlijn en in het stationsgebied. Thilmany bezocht de École d'artisans de l'État in Limpertsberg en de École ABC, een tekeninstituut in Parijs.
Thilmany werkte als elektrotechnicus. Hij schilderde daarnaast en legde stillevens, stadsgezichten en het landschap van de Ösling op doek vast. Hij was lid van de Cercle Artistique de Luxembourg, waar hij vanaf 1946 deelnam aan de jaarlijkse salons van de kunstenaarsvereniging. In 1956 ontving hij een gouden medaille van de Europese kunstenaarsvereniging Ardennen-Eifel. Vier jaar later won hij, tegeijkertijd met Roger Bertemes, de Prix Grand-Duc Adolphe 1960. Het Musée national d'archéologie, d'histoire et d'art heeft werk van Thilmany in de collectie.
Jean-Pierre Thilmany overleed op 91-jarige leeftijd.